# Cañada del Hoyó-i tavak
A Cañada del Hoyó-i tavak (spanyolul: Lagunas de Cañada del Hoyo) egy olyan tóegyüttes a közép-spanyolországi Cañada del Hoyo község területén, amely hét darab kicsi, kerek, karsztos eredetű tavacskából áll.

## Leírás
A tóegyüttes Cuenca tartomány középső-keleti vidékén található. Hét állandó, nagyobb karszttavacskából áll, valamint további négy kisebb töbörből. A tavakban levő víz színe tóról tóra különbözik: előfordulnak kékes, feketés és zöldes árnyalatok is, attól függően, hogy milyen mikroorganizmusok szaporodtak el bennük leginkább.
A hét tó külön névvel rendelkezik:
- Laguna de la Cruz vagy Laguna de la Gitana (a cruz jelentése „kereszt”, a gitana jelentése „cigánylány” vagy „cigány nő”)
- Laguna del Tejo (a tejo jelentése „tiszafa”)
- Lagunillo del Tejo (a lagunillo a „tó” kicsinyítő képzős változata)
- Laguna de la Parra (a parra jelentése „szőlő” (maga a növény, nem a gyümölcs))
- Laguna de la Llana (a llana/llano jelentése „sík, sima”)
- Laguna de las Tortugas (a tortuga jelentése „teknősbéka”)
- Laguna de las Cadenillas (a cadenilla a „lánc” jelentésű cadena kicsinyítő képzős változata)

Közülük az első három szabadon látogatható, egy kis turistaösvény vezet hozzájuk. A többi magántulajdonban áll, megtekintésükhöz a tulajdonossal történő egyeztetés szükséges.
Mélységük 4 és 32 méter között változik, a legmélyebb a Tortugas. Méret szerinti rangsorban a 200 méteres szélességű Tejo az első.
A tavakat fenyő- és borókaerdők szegélyezik, de a fák között feltűnnek juharok és tiszafák is. A vízi élőlények közül elsősorban a mocsári teknős érdemel említést, amely egész Cuenca tartományban csak itt fordul elő. A tavakban kizárólag betelepített (és károkat okozó) halak élnek: Micropterusok, Gambusiák és pontyok.

## Képek

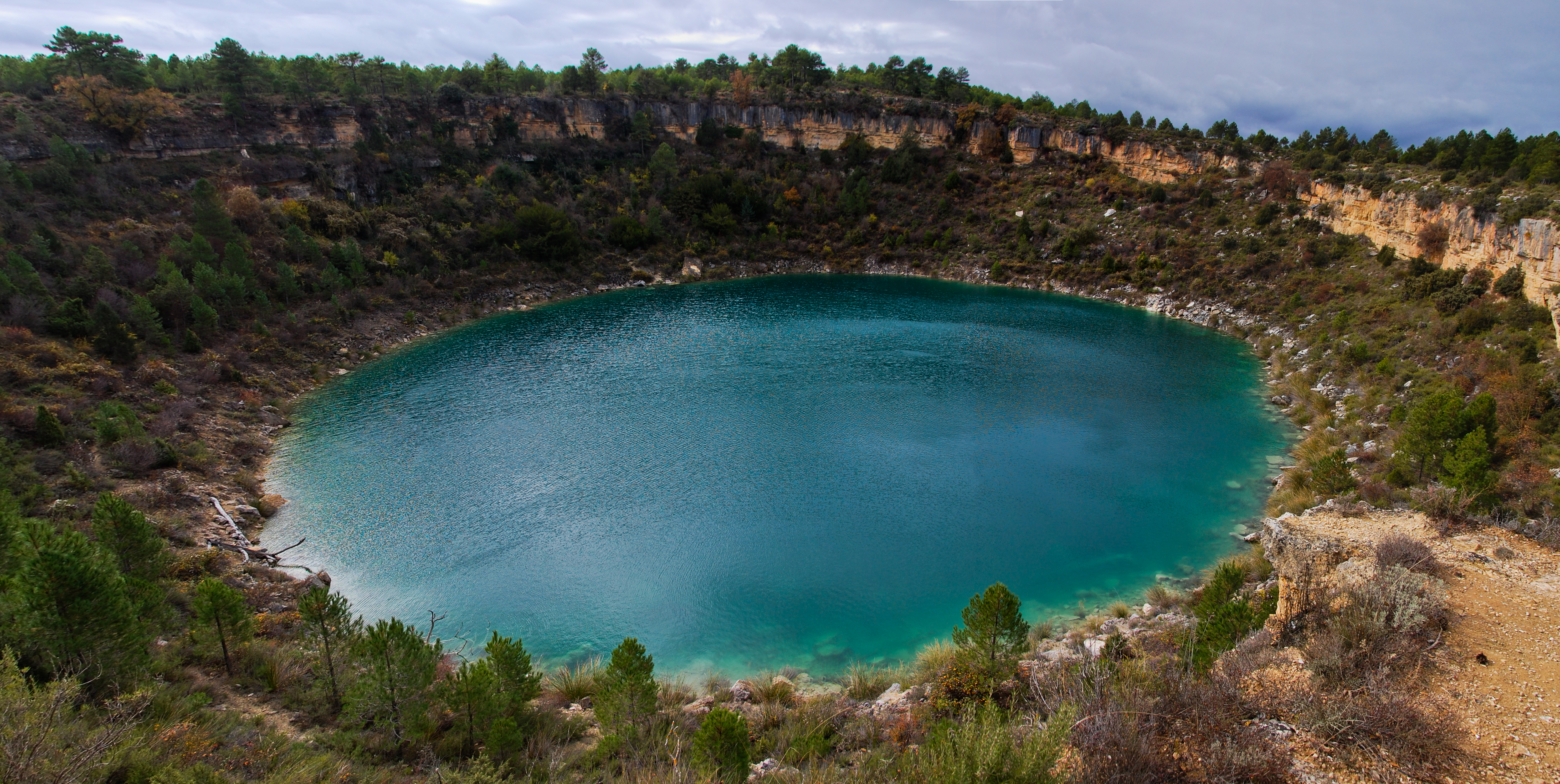
A Parra-tó
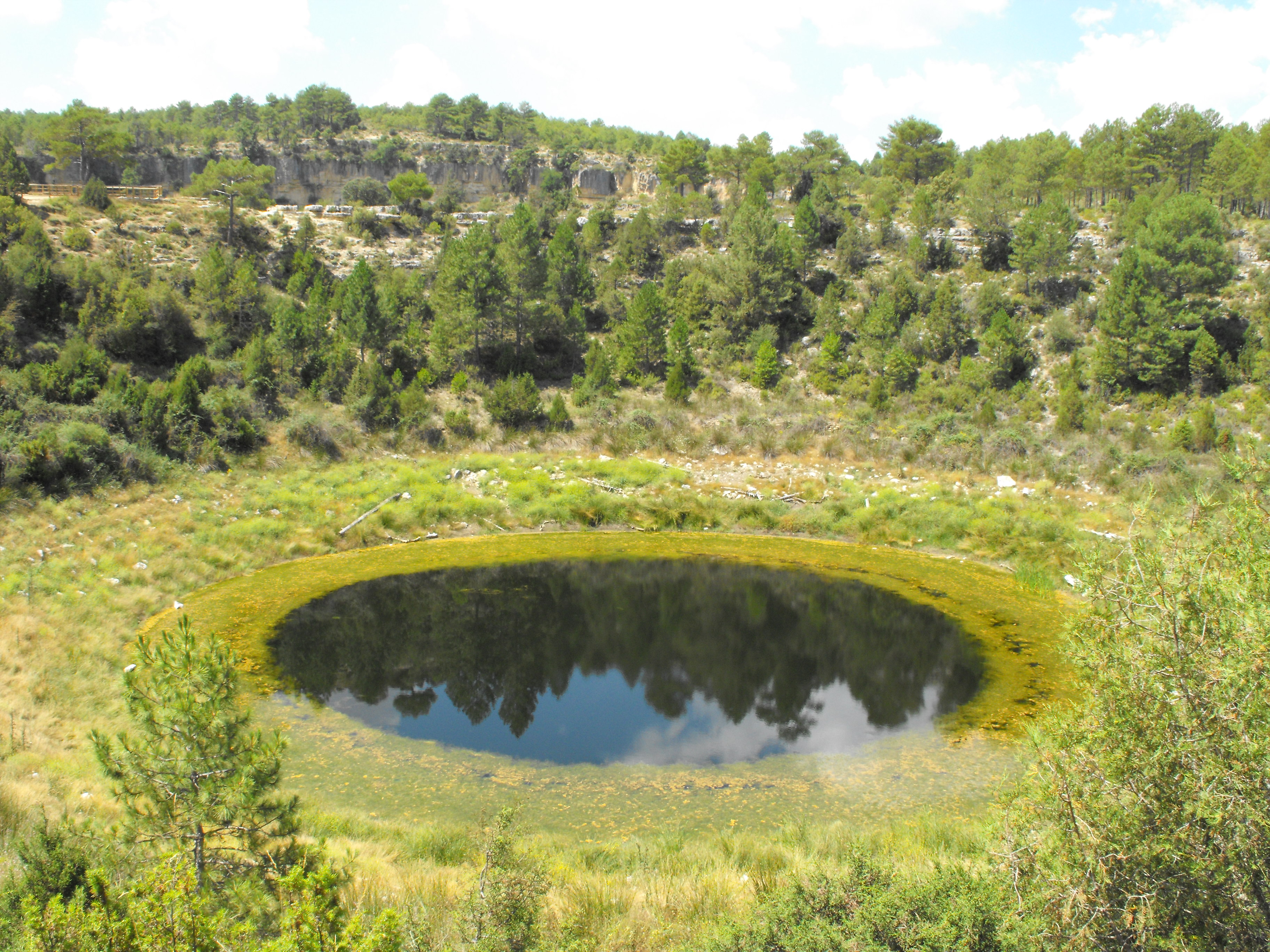
A Tejo-tó
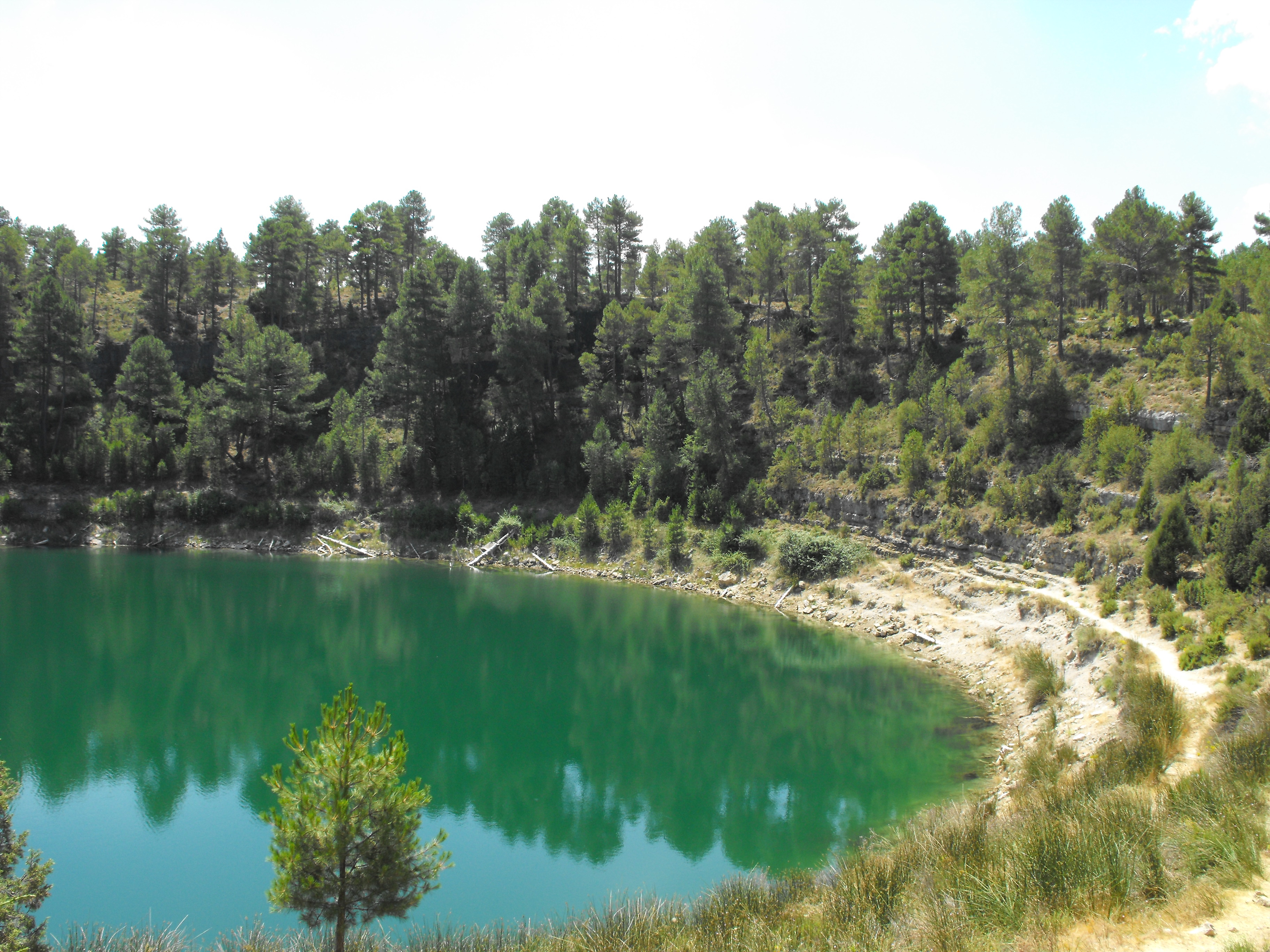
A Gitana-tó
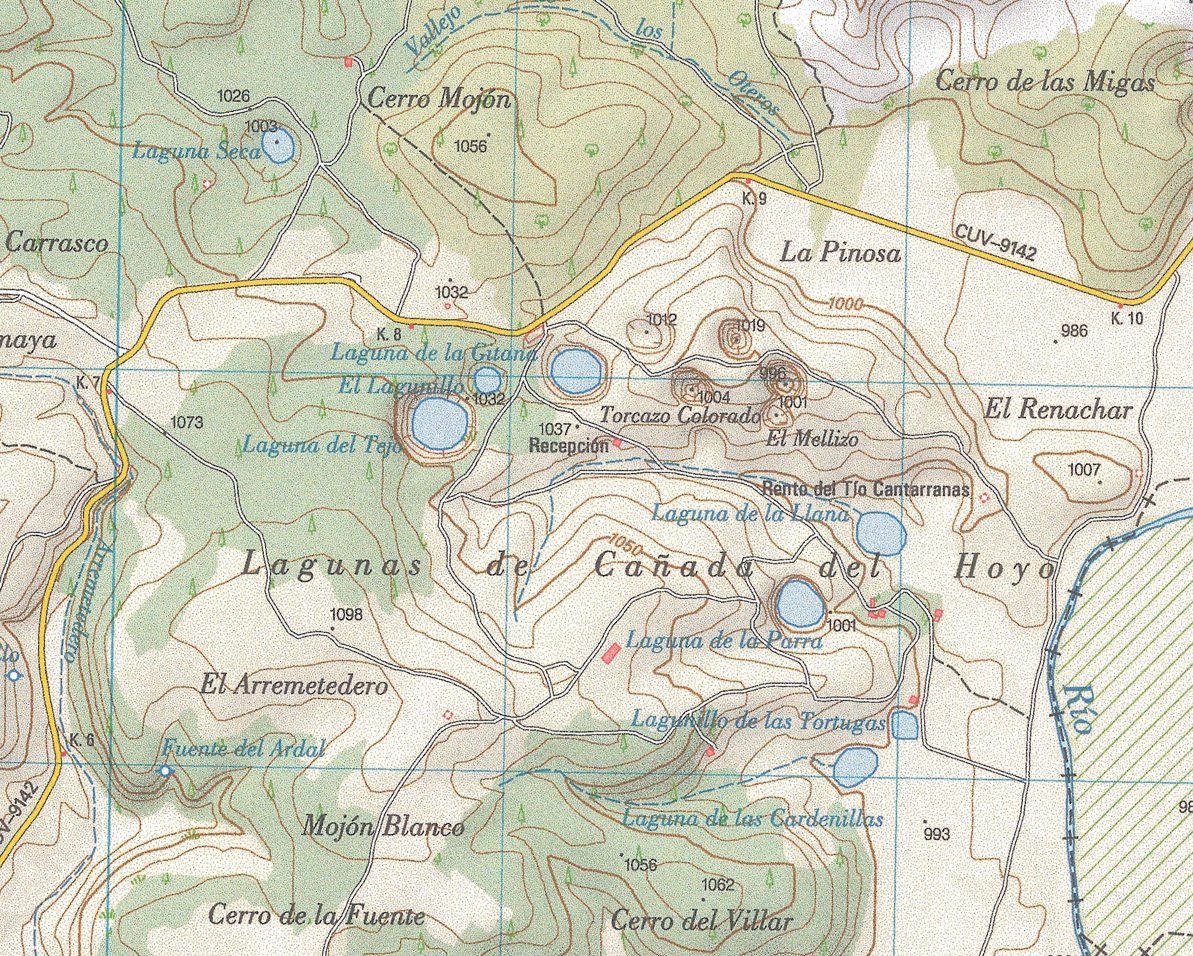
Térkép